# Ptilophorus dufouri
Ptilophorus dufouri é uma espécie de insetos coleópteros polífagos pertencente à família Ripiphoridae.
A autoridade científica da espécie é Latreille, tendo sido descrita no ano de 1817.
Trata-se de uma espécie presente no território português.